# 대신덕
대신덕(大新德, ?~?)은 발해 후기의 왕족으로, 선왕 대인수의 태자이다. 태씨 족보에 의하면 호는 경방(慶方)이라 한다. 사서에는 이름만 언급되고 자세한 행적은 전하지 않는다.

## 생애
대중상의 아들 대야발의 5대손이고, 10대 선왕 대인수의 태자이다. 삼국사기와 삼국유사, 발해고 등에는 그의 이름만이 언급된다.
선왕이 왕위에 올라 태자가 되었지만 그는 일찍 사망하였다. 대이진, 대건황의 아버지이며, 경왕 대현석의 증조부가 된다.

## 가족 관계
- 부왕 : 선왕(宣王)
- 모후 : 미상
  - 태자 : 대신덕(大新德)
  - 부인 : 미상
    - 아들 : 대이진(大彝震)
    - 아들 : 대건황(大虔晃)

## 참고 자료
- 《삼국사기》
- 《삼국유사》
- 《발해고》